# Параскорпены
Параскорпены (лат. Parascorpaena) — род морских лучепёрых рыб из семейства скорпеновых отряда скорпенообразных. Его наименование образовано от греческого слова para — рядом, около и латинского scorpaena — вид рыбы. Представители рода распространены в Индийском и Тихом океанах. Длина тела составляет от 5 до 16 см. Это придонные хищные рыбы, поджидающие добычу в засаде.

## Классификация
На декабрь 2018 года в род включают 7 видов:
- Parascorpaena aurita (Rüppell, 1838) — Золотистая параскорпена[1]
- Parascorpaena bandanensis (Bleeker, 1851)
- Parascorpaena maculipinnis J. L. B. Smith, 1957
- Parascorpaena mcadamsi (Fowler, 1938)
- Parascorpaena mossambica (Peters, 1855)
- Parascorpaena moultoni (Whitley, 1961)
- Parascorpaena picta (G. Cuvier, 1829)

## Галерея

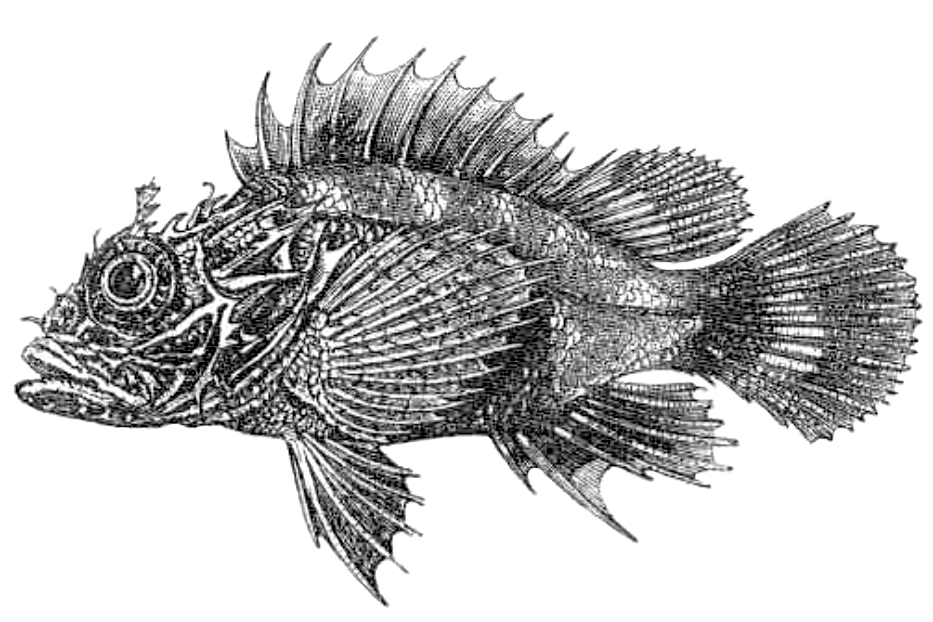
Parascorpaena aurita
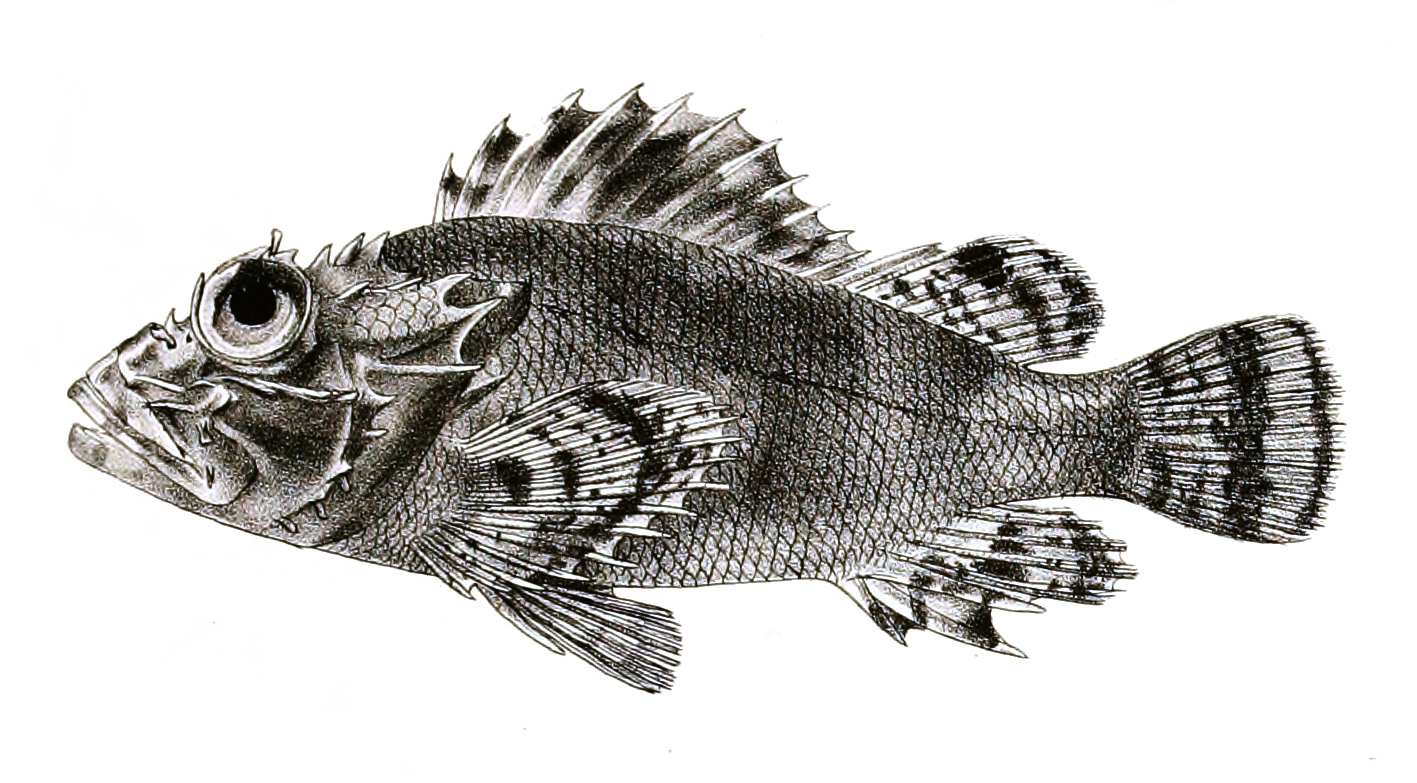
Parascorpaena bandanensis
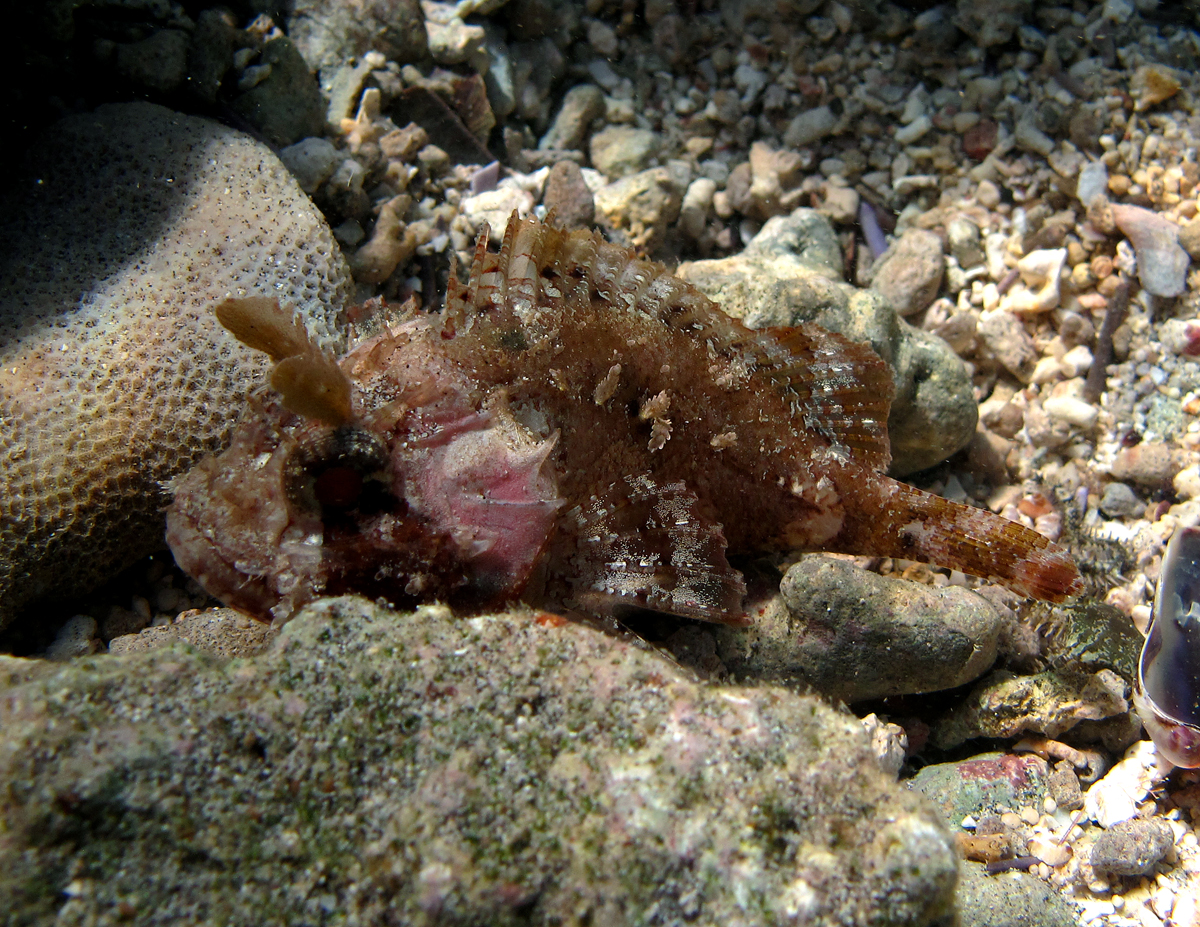
Parascorpaena mcadamsi
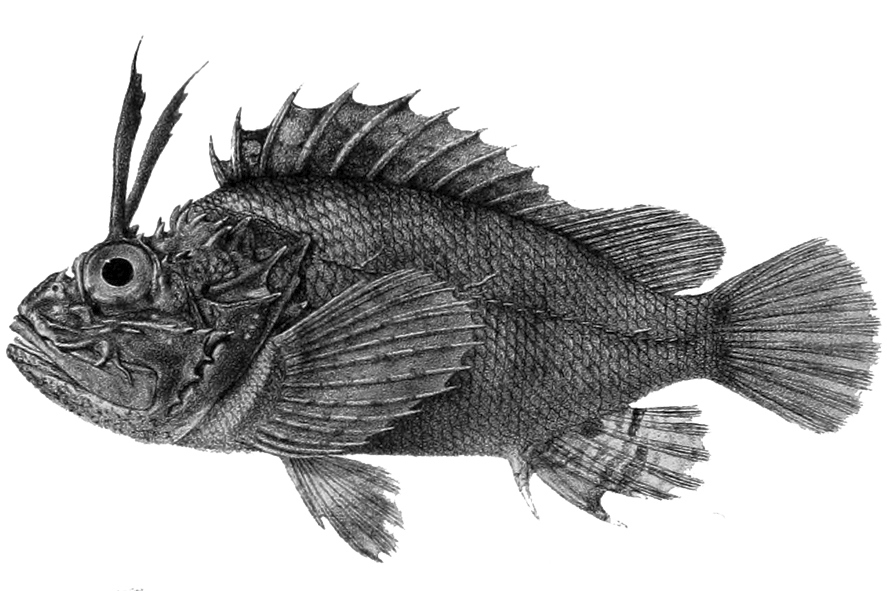
Parascorpaena mossambica